# عبد الرحمن يالسينكايا
عبد الرحمن يالسينكايا (بالتركية: Abdurrahman Yalçınkaya)‏ (ولد في 10 مارس 1950، في شانلي أورفة، تركيا) قاضي تركي شغل منصب نائب الرئيس العام بين عامي 2007-2011 لمحكمة الاستئناف العليا في تركيا.

## روابط خارجية
- عبد الرحمن يالسينكايا, المحكمة العليا للاستئناف. (بالتركية)